# Galeomytilus obesus
Galeomytilus obesus är en insektsart som beskrevs av Sadao Takagi 1995. Galeomytilus obesus ingår i släktet Galeomytilus och familjen pansarsköldlöss.
Artens utbredningsområde är Filippinerna. Inga underarter finns listade i Catalogue of Life.